# 坪田神社
坪田神社（つぼたじんじゃ）は、鳥取県西伯郡大山町にある神社。元は、出雲江大明神と称したと言う。

## 歴史
- 1543年（天文12年）、尼子晴久が田を寄進する。
- 1588年（天正15年）、毛利元就の家臣大草玄蕃允、藤井壹岐守、木曾与一兵衞が田を寄進する。
- 文禄年間（1592年から1596年頃）に中絶する。
- 1664年（寛文4年）、社伝ではこの頃社殿を再建する。
- 1868年（明治元年）、神社改革で坪田神社と改称する。
- 1907年（明治40年）4月27日、神饌幣帛料供進神社に指定される。
- 1914年（大正4年）、義方神社(祭神は、素戔鳴尊、大穴牟遅命)を合併した。

## その他
祭神は、伊弉諾尊、伊弉冉孫、天津児屋根尊、素戔鳴尊、大穴牟遅命を祀る。創建は古く創建年未詳。